# Киренское городское поселение
Киренское городское поселение или Киренское муниципальное образование — муниципальное образование со статусом городского поселения в
Киренском районе Иркутской области России.
Административный центр — город Киренск.

## География
Муниципальное образование расположено в северо-западной части Киренского района. Городское поселение граничит: на юге — с Криволукским, Марковским; на востоке — с Алексеевским и Алымовским сельскими поселениями Киренского района, на северо-западе — с Катангским районом; на западе — с Усть-Кутским районом. Площадь поселения — 6162,85 км² (616,3 тыс. га).
Главной речной артерией, прорезающей территорию городского поселения в юго-восточном направлении, является река Лена, с притоками реками Никольская, Киренга, Телячиха, Иртыш, Кулебячиха, Чертовская, ручьём Еловый.

## Население
| 2010    | 2011    | 2012    | 2013    | 2014    | 2015    | 2016    |
| ------- | ------- | ------- | ------- | ------- | ------- | ------- |
| 13 655  | ↘13 613 | ↘13 343 | ↘13 029 | ↘12 761 | ↘12 508 | ↘12 368 |
| 2017    | 2020    | 2021    |         |         |         |         |
| ↘12 257 | ↘11 963 | ↘11 849 |         |         |         |         |

## Населённые пункты
В состав городского поселения входят населённые пункты:
| №  | Населённый пункт | Тип     | Население |
| -- | ---------------- | ------- | --------- |
| 1  | Бор              | деревня | ↘6        |
| 2  | Верхнекарелина   | деревня | →0        |
| 3  | Змеиново         | село    | ↘87       |
| 4  | Киренск          | город   | ↘10 998   |
| 5  | Коммуна          | деревня | ↘134      |
| 6  | Кривошапкино     | село    | ↘398      |
| 7  | Никольск         | деревня | ↘114      |
| 8  | Сидорова         | деревня | ↘196      |
| 9  | Старая Деревня   | деревня | →11       |
| 10 | Хабарова         | деревня | ↘38       |